# Мария (яхта, 1796)
«Мария» — парусная яхта Каспийской флотилии Российской империи, построенная в Астрахани и находившаяся в составе флота с 1796 по 1807 год. Во время службы принимала участие в Русско-персидской войне 1804—1813 годов, во время которой использовалась для высадки десантов, блокады и бомбардировки портов. Также принимала участие в гидрографических работах в акватории Каспийского моря. По окончании службы яхта была разобрана.

## Описание судна
Парусная яхта с деревянным корпусом, длина судна составляла 21,4 метра, ширина — 5,8 метра, а осадка 2,3 метра. 

## История службы
Яхта «Мария» была заложена на стапеле Астраханской верфи и после спуска на воду 11 (22) мая 1796 года вошла в состав Каспийской флотилии России. Строительство вёл кораблестроитель Рогачев.
Принимала участие в Русско-персидской войне 1804—1813 годов. В кампанию 1804 года находилась на рейде в Астрахани. В следующем 1805 году с июня по сентябрь находилась в составе отряда под общим командованием капитан-лейтенанта Е. В. Веселаго, состоявшего из 9 военных судов и 11 купеческих шхоутов, корабли которого высаживали десанты у Зинзили, блокировали и вели бомбардировку Баку.
В кампанию 1807 года использовалась для выполнения гидрографических работ в районе Астрахани, в том числе производилась опись и промеры фарватеров астраханского порта.
По окончании службы в 1807 году яхта «Мария» была разобрана в Астрахани.

## Командиры яхты
Командирами яхты «Мария» в составе Российского императорского флота в разное время служили:
- капитан-лейтенант А. Т. Вараксин (1804 год)[8];
- мичман Н. А. Певцов (1805 и 1807 годы)[6].

### Комментарии
1. ↑  В «Списке русских военных судов с 1668 по 1860 год» Ф. Ф. Веселаго также входит в список яхт Балтийского флота Российской империи[2].